# 5221 Fabribudweis
5221 Fabribudweis è un asteroide della fascia principale. Scoperto nel 1980, presenta un'orbita caratterizzata da un semiasse maggiore pari a 3,2175149 UA e da un'eccentricità di 0,0957320, inclinata di 1,59898° rispetto all'eclittica.
L'asteroide è dedicato allo scienziato ceco Wenceslaus Fabri de Budweis.